# Teoria struktur organizacyjnych
Zasugerowano, aby zintegrować ten artykuł z artykułem Struktura organizacyjna. Nie opisano powodu propozycji integracji.
Teoria struktur organizacyjnych (ang. Theory of Organizational Forms) – model opisujący sześć ważnych struktur organizacyjnych. Teoria ta została przedstawiona w 1983 przez Henry’ego Mintzberga w książce Structure in Fives.
Mintzberg opisał i podał sześć ważnych wzajemnych relacji spotykanych w organizacjach:
- wzajemne dopasowanie – koordynacja działań jest osiągana przez prosty proces komunikacji nieformalnej.
- nadzór bezpośredni – osiągany przez wydawanie poleceń przez pojedynczą osobę kilku innym bezpośrednio podległym. (Przełożony mówi podwładnym po kolei co należy robić).
- standaryzacja procesów produkcyjnych – osiągana przez wyróżnienie procesów, za które odpowiedzialne są poszczególne osoby (kierownicy średniego szczebla). Tworzy się technostrukturę. Poszczególne działy są scentralizowane, ale zarządzane przez kierowników średniego szczebla.
- standaryzacja wyjść – osiągana poprzez koordynację rezultatów poszczególnych działań. Zwykle spotykana w technostrukturze. Istnieje plan finansowy, który określa cele lub ilości produktów, które mają być wytworzone.
- standaryzacja umiejętności (lub wiedzy) – różne zadania są przez wirtualne zespoły specjalistów.
- standaryzacja norm – normy mają bezpośredni wpływ na pracę i jej jakość. Wszystkie działania są oparte na tym samym zestawie korzyści.

Według tej teorii każda z organizacji może posiadać maksymalnie sześć podstawowych części struktury.